# Coelorinchus argentatus
Coelorinchus argentatus és una espècie de peix de la família dels macrúrids i de l'ordre dels gadiformes.

## Morfologia
- Els mascles poden assolir 37 cm de llargària total.[5][6]

## Alimentació
Menja, entre altres organismes, crustacis.

## Hàbitat
És un peix d'aigües tropicals que viu entre 85-582 m de fondària.

## Distribució geogràfica
Es troba des de Zanzíbar fins a les Filipines, Indonèsia i Austràlia.